# Fatemé Pahlaví
Fatemé Pahlaví (Fátima en castellano) (30 de octubre de 1928 - 2 de junio de 1987) fue hija de Reza Shah Pahlaví, también fue hermana por parte de padre de Mohammad Reza Pahlaví. Por derecho propio, fue miembro de la dinastía Pahlaví. Su título fue el de Shahdokht (Princesa).

## Primeros años y educación
Fatemé Pahlaví nació en Teherán el 30 de octubre de 1928.
Ella fue la cuarta hija de Reza Shah habida con su cuarta y última esposa, Esmat Doulatshahí.
Su madre era de la dinastía Qayar y se casó con Reza Shah en 1923. Fatemé era hermana de Abdul Reza Pahlaví, Mahmud Reza Pahlaví y Hamad Reza Pahlaví.
Ella y sus hermanos vivieron en el Palacio de Mármol en Teherán con sus padres. Atendió a la escuela de Anoushiraván Dadgar de Mujeres en Teherán.

## Actividades
Durante el reinado de su hermano de padre, Mohammad Reza Pahlavi, Fatemé Pahlaví fue propietaria de un club de bolos y se ocupó en los negocios, teniendo acciones en empresas que operaban en la construcción, producción de aceite vegetal e ingeniería. Ella también tenía una fortuna de unos US $ 500 millones durante ese tiempo. Su fortuna fue el resultado de "comisiones" extraídas de los contratistas militares por su segundo marido, Jatamí. Pahlaví también participó en las actividades relativas a la educación superior en Irán.

## Vida personal
Fatemé Pahlaví se casó dos veces. Se casó con Vincent Lee Hillyer (1924 - 7 de julio de 1999), en una ceremonia civil en Civitavecchia, Italia, el 13 de abril de 1950. Hillyer se convirtió al Islam. El 10 de mayo se casaron en una ceremonia religiosa en la embajada de Irán en París. Hillyer era amigo de su hermano Abdul Reza Pahlaví. Fatemé y Hillyer se reunieron en Irán durante la visita de éste al país. El matrimonio no fue respaldado plenamente por el shah Mohammad Reza, probablemente debido a las reacciones negativas en Irán. Tuvieron tres hijos, dos varones, Kayvon y Darius, y una niña, Rana, que murió en una caída accidental en su infancia en 1954. Ellos se divorciaron en septiembre de 1959.
Tras divorciarse de Hillyer, se casó con Mohammad Amir Jatam, el comandante general de la fuerza aérea de Irán, el 22 de noviembre de 1959. El shah y su entonces prometida Farah Diba asistieron a la ceremonia de la boda.
Tuvieron dos hijos, Kambiz (nacido en 1961) y Ramín (nacido en 1967), y una hija, Parí (nacida en 1962). Pahlaví abandonó Irán antes de la revolución de 1979. Durante sus últimos años vivió en Londres.
Durante el reinado del Shah, lució la tiara Sunburst y fue la primera y única persona conocida que la ha llevado puesta.

## Muerte
Pahlaví murió a la edad de 58 años, en Londres el 2 de junio de 1987. Le han sobrevivido sus cuatro hijos.

## Honores

### Iraníes
- Dama de la Orden de las Pléyades [de segunda clase] (1957).[22]
- Dama de la Orden del Sol [de segunda clase] (26/09/1967).[22]
- Medalla Conmemorativa de la Coronación de Mohammad Rezā Shāh Pahlaví (26/10/1967).
- Medalla Conmemorativa del 2.500 Aniversario del Imperio de Irán (14/10/1971).
- Medalla Conmemorativa de la Celebración del 2.500 Aniversario del Imperio de Irán (15/10/1971).

### Extranjeros
- Dama Gran Cruz de la Orden del Mérito de la República Federal de Alemania (21/10/1965).[8]